# تشاك إسترادا
تشاك إسترادا (بالإنجليزية: Chuck Estrada)‏ هو لاعب كرة قاعدة أمريكي، ولد في 15 فبراير 1938 في سان لويس أوبيسبو في الولايات المتحدة.

## وصلات خارجية
- تشاك إسترادا على موقعبيزبول رفرنس.كوم (الدوري الرئيسي) (الإنجليزية)